# Çetin İnanç
Çetin İnanç (Ankara, 12 settembre 1941) è un regista turco.

## Biografia
Dopo aver conseguito la carriera di legge (poi abbandonata), cominciò la filmografia come assistente di Atıf Yılmaz. Nel 1967 fece il suo primo film Çelik Bilek, dopo di che passò al genere erotico, prima della rivoluzione militare in Turchia. Passò al genere avventuroso, facendo il film Dünyayı Kurtaran Adam, chiamato anche "Turkish Star Wars", anche se tuttora si dedica alla televisione turca.

## Filmografia
- Killing Canilere Karşı (1967)
- Çelik Bilek (1967)
- Dünyayı Kurtaran Adam (1982)
- Korkusuz (1986)